# Трудобеликовское сельское поселение
Трудобеликовское сельское поселение — муниципальное образование в Красноармейском районе Краснодарского края России. 
В рамках административно-территориального устройства Краснодарского края ему соответствует Трудобеликовский сельский округ.
Административный центр — хутор Трудобеликовский.

## Население
| 2010    | 2012    | 2013    | 2014    | 2015    | 2016    | 2017    |
| ------- | ------- | ------- | ------- | ------- | ------- | ------- |
| 12 950  | ↗13 061 | ↗13 185 | ↗13 315 | ↗13 377 | ↗13 396 | ↗13 418 |
| 2018    | 2019    | 2020    | 2021    | 2023    |         |         |
| ↘13 351 | ↗13 383 | ↗13 415 | ↘12 611 | ↘12 516 |         |         |

## Населённые пункты
В состав сельского поселения (сельского округа) входят 11 населённых пунктов:
| №  | Населённый пункт | Тип населённого пункта | Население (чел.) |
| -- | ---------------- | ---------------------- | ---------------- |
| 1  | Трудобеликовский | хутор                  | ↗9580            |
| 2  | Зеленский        | хутор                  | ↗476             |
| 3  | Крикуна          | хутор                  | ↘644             |
| 4  | Крижановский     | хутор                  | ↘413             |
| 5  | Коржевский       | хутор                  | ↗300             |
| 6  | Кулика           | хутор                  | ↘166             |
| 7  | Сурово           | хутор                  | ↘59              |
| 8  | Телегин          | хутор                  | ↗242             |
| 9  | Тиховский        | хутор                  | ↗696             |
| 10 | Турковский       | хутор                  | ↗152             |
| 11 | Чигрина          | хутор                  | ↗409             |

## Экономика и социальная сфера
На территории поселения расположены: 5 сельхозпредприятий, 4468 личных подсобных хозяйств, больница, 2 ФАПа, 4 школы, 2 библиотеки, Дом культуры, музыкальная школа.